# Dichromodes longidens
Dichromodes longidens är en fjärilsart som beskrevs av Louis Beethoven Prout 1910. Dichromodes longidens ingår i släktet Dichromodes och familjen mätare. Inga underarter finns listade i Catalogue of Life.

## Bildgalleri

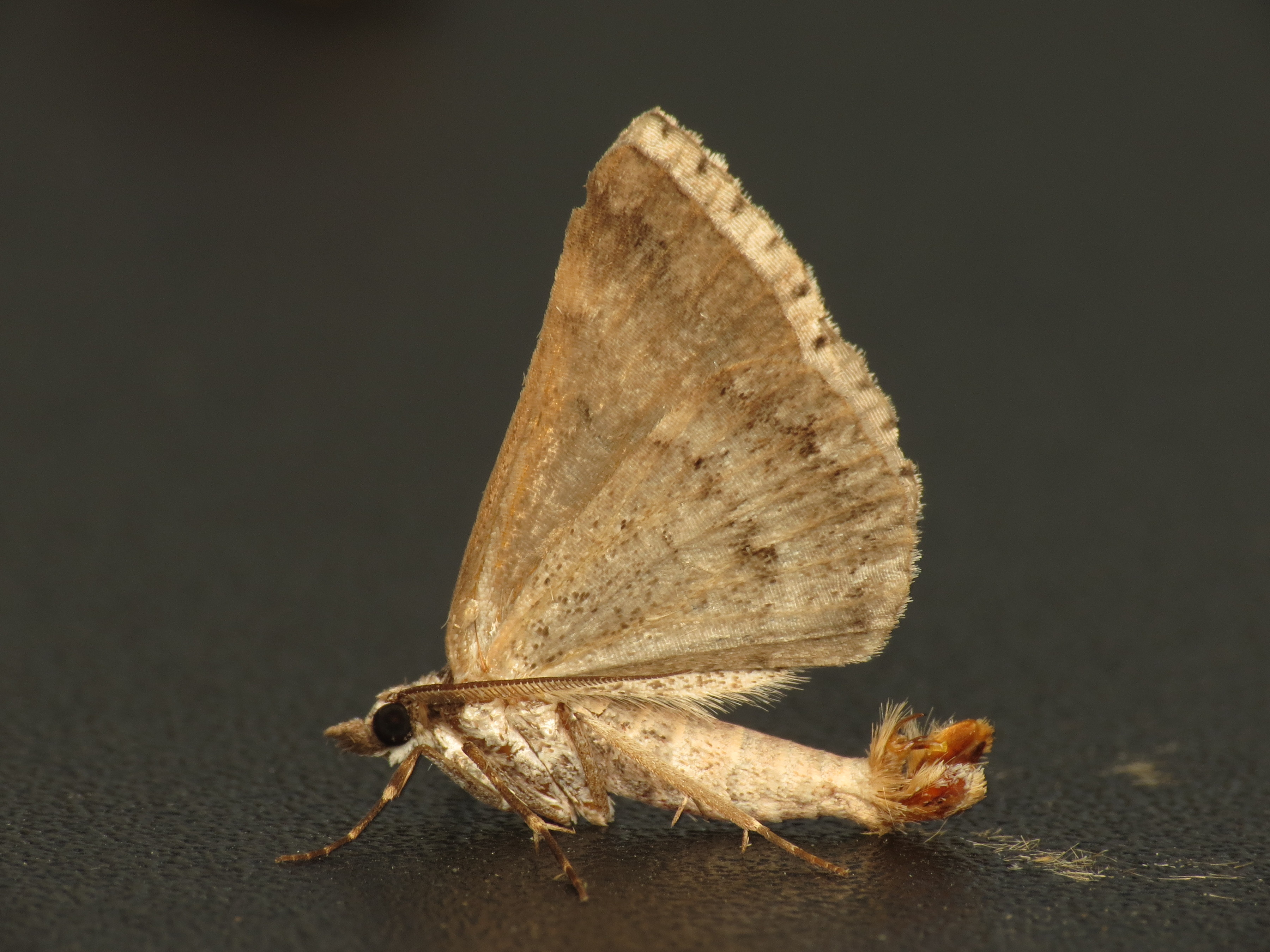
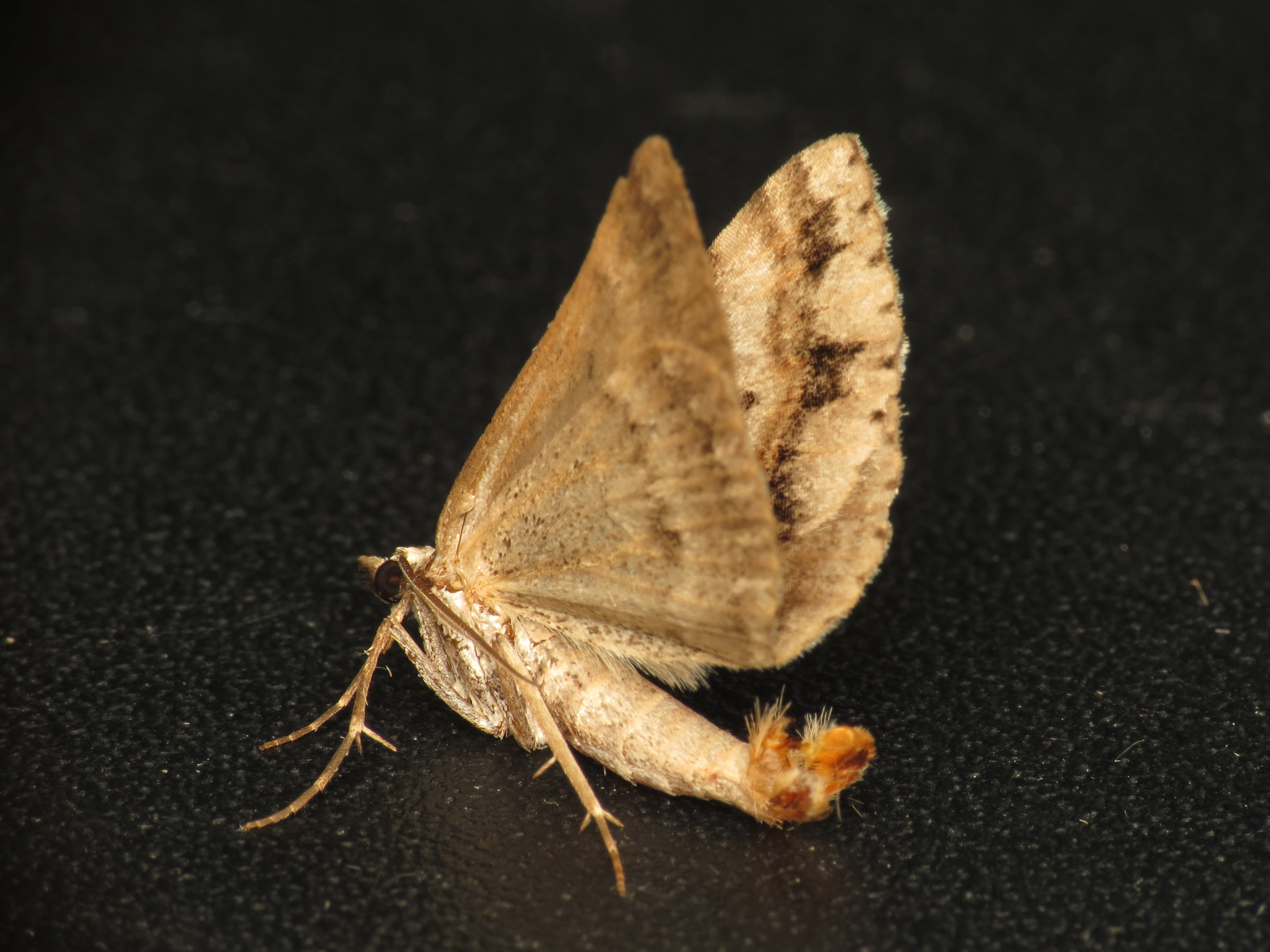
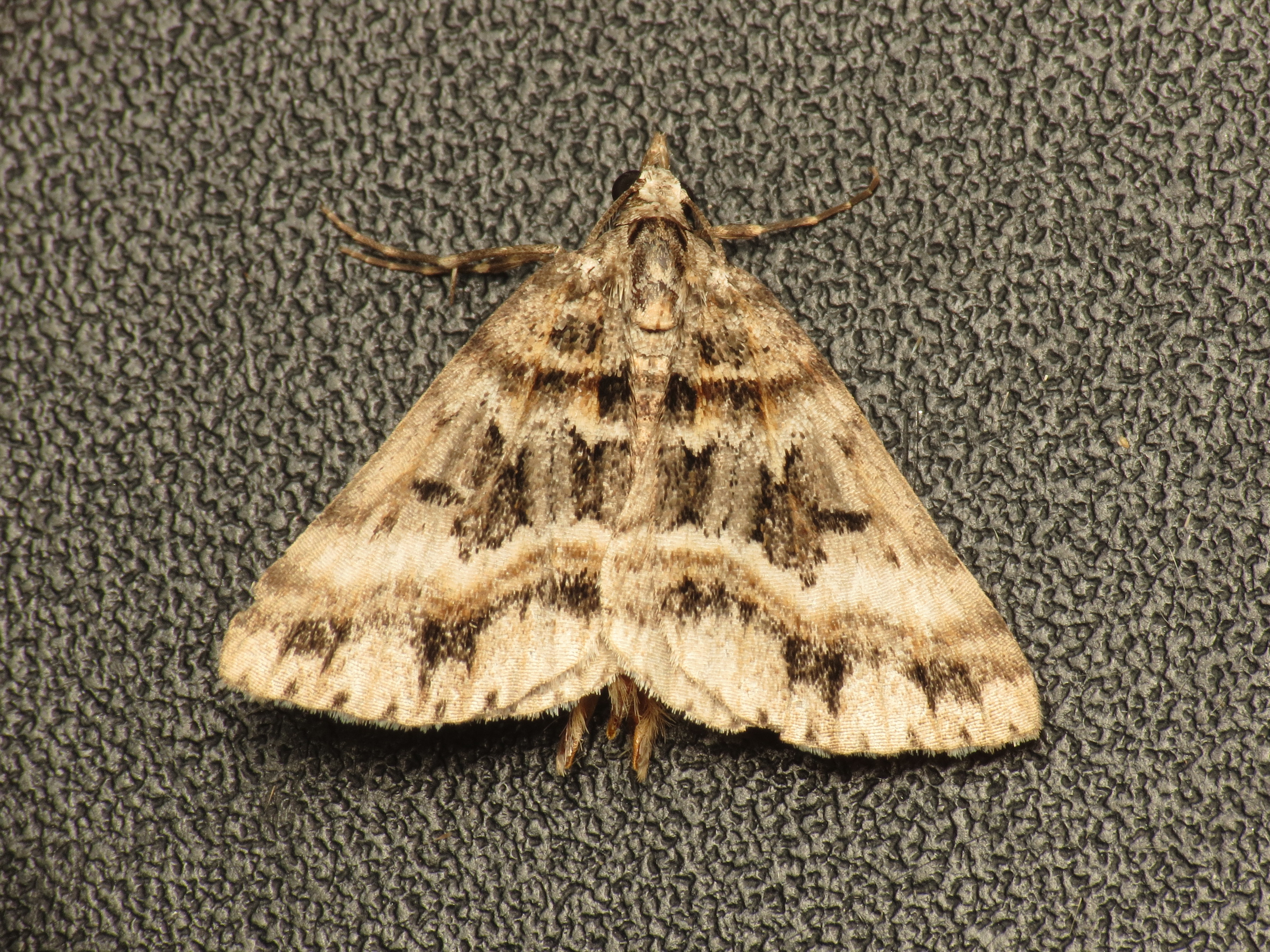
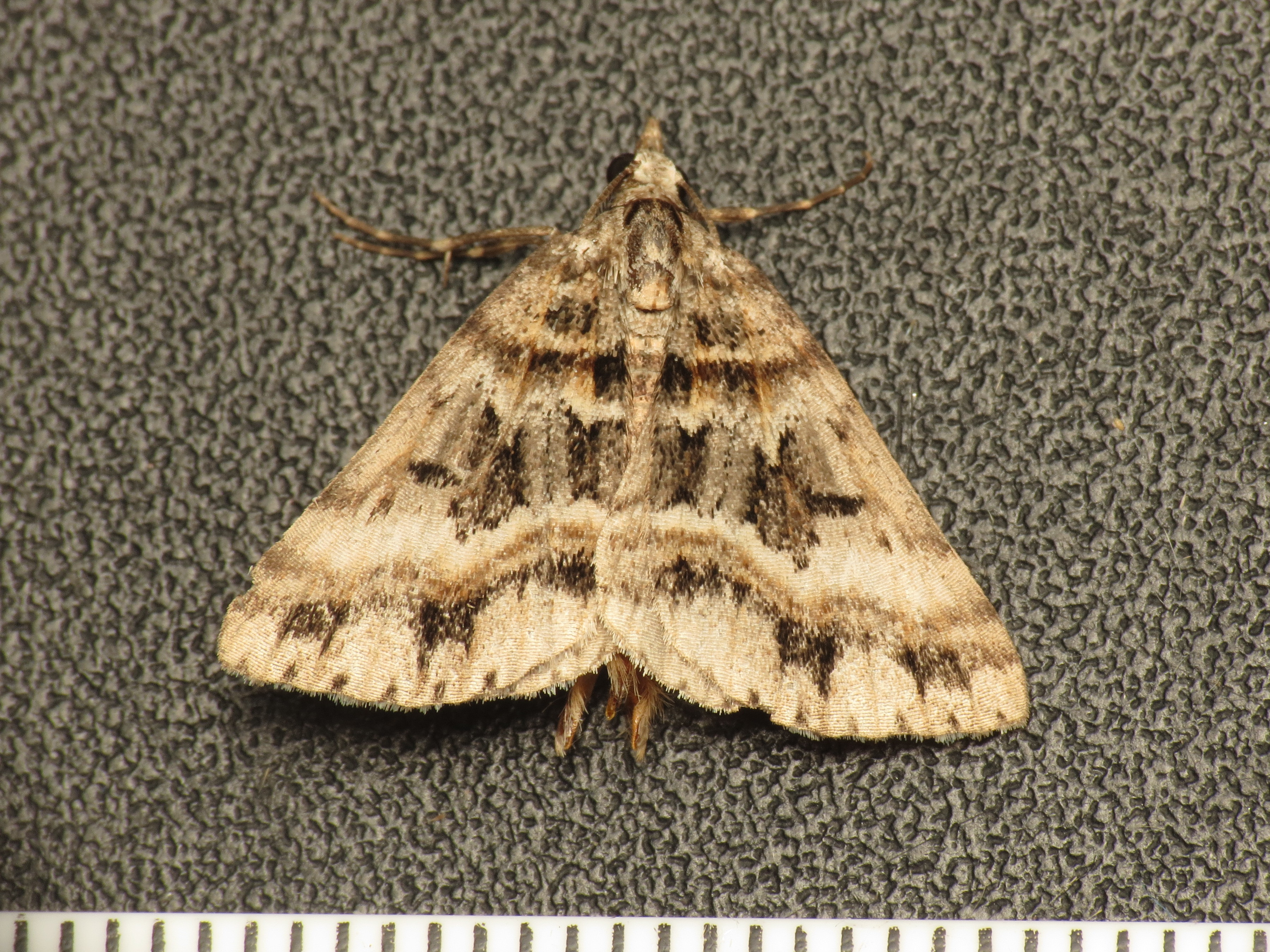